# Deutsche Leichtathletik-Meisterschaften 2008
Die 108. Deutschen Leichtathletik-Meisterschaften wurden am 5. und 6. Juli 2008 im Nürnberger Easycredit-Stadion ausgetragen.
Auch 2008 fanden wie in früheren Jahren zahlreiche Wettbewerbe an anderen Orten zu anderen Terminen statt. Hier eine chronologische Auflistung dieser Disziplinen:
- Es begann mit den Crossläufen am 8. März in Ohrdruf – Einzel-/Mannschaftswertungen Mittelstrecke (Frauen und Männer) sowie Langstrecke (Männer).[1]
- Zum Straßenlauf über 100 km traten die Läuferinnen und Läufer am 5. April 2008 im Bundesleistungszentrum Kienbaum an – Einzel-/Mannschaftswertungen für Frauen und Männer.[2]
- Die Deutschen Meisterschaften über die Halbmarathon-Distanz fanden am 6. April 2008 in Calw statt – Einzel-/Mannschaftswertungen für Frauen und Männer.[3]
- Die Meisterschaften im 10.000-Meter-Lauf – Frauen und Männer – wurden am 3. Mai in Menden ausgetragen.[4]
- Die Meister im Marathonlauf wurden am 4. Mai 2008 im Rahmen des Gutenberg-Marathons in Mainz ermittelt – Einzel-/Mannschaftswertungen für Frauen und Männer.[5]
- Das 20-km-Gehen gab es am 1. Juni in Naumburg – Einzel-/Mannschaftswertungen für Frauen und Männer.[6]
- Die Langstaffeln wurden traditionell im Rahmen der Deutschen Jugendmeisterschaften am 20. Juli in Berlin ausgetragen.[7]
- Die Berglauf-Meisterschaften fanden am 27. Juli in Mittenwald statt – Einzel-/Mannschaftswertungen für Frauen und Männer.[8]
- Die Mehrkämpfe – Siebenkampf (Frauen) / Zehnkampf (Männer) wurden am 30./31. August in Hannover durchgeführt – Einzel-/Mannschaftswertungen für Frauen und Männer.[9]
- Der Straßenlauf über die kurze 10-km-Distanz fand am 13. September in Karlsruhe statt – Einzel-/Mannschaftswertungen für Frauen und Männer.[10]
- Am 20. September in Gleina gab es den letzten Wettbewerb, und zwar im 50-km-Gehen (Männer).[11]

Zu einer ausführlicheren Auflistung mit den jeweils ersten acht in den einzelnen Disziplinen führt der Link Deutsche Leichtathletik-Meisterschaften 2008/Resultate.

## Medaillengewinner Männer
| Disziplin                                   | Gold                                                                                | Leistung       | Silber                                                                                 | Leistung       | Bronze                                                                         | Leistung                   |
| ------------------------------------------- | ----------------------------------------------------------------------------------- | -------------- | -------------------------------------------------------------------------------------- | -------------- | ------------------------------------------------------------------------------ | -------------------------- |
| 100 m (Wind: −0,2)                          | Tobias Unger (LAZ Salamander Kornwestheim-Ludwigsburg)                              | 10,20 s00      | Stefan Schwab (TSV Schwarzenbek)                                                       | 10,25 s00      | Martin Keller (LAC Erdgas Chemnitz)                                            | 10,32 s00                  |
| 200 m (Wind: ±0,0)                          | Daniel Schnelting (LAZ Rhede)                                                       | 20,54 s00      | Alexander Kosenkow (TV Wattenscheid 01)                                                | 20,59 s00      | Aleixo Platini Menga (TSV Bayer 04 Leverkusen)                                 | 20,70 s00                  |
| 400 m                                       | Simon Kirch (SV Schlau.com Saar 05 Saarbrücken)                                     | 45,57 s00      | Bastian Swillims (TV Wattenscheid 01)                                                  | 45,71 s00      | Ruwen Faller (SC Magdeburg)                                                    | 46,05 s00                  |
| 800 m                                       | Robin Schembera (TSV Bayer 04 Leverkusen)                                           | 1:51,47 min    | René Herms (LG Braunschweig)                                                           | 1:51,65 min    | Sören Ludolph (LG Braunschweig)                                                | 1:52,12 min                |
| 1500 m                                      | Stefan Eberhardt (TH Laufclub Erfurt)                                               | 3:41,54 min    | Wolfram Müller (LG asics Pirna)                                                        | 3:41,63 min    | Christian Hengmith (TUSEM Essen)                                               | 3:43,46 min                |
| 5000 m                                      | Arne Gabius (LAV Asics Tübingen)                                                    | 14:08,40 min   | Zelalem Martel (LG Neckar-Enz)                                                         | 14:08,59 min   | Marc-André Kowalinski (Post-Sport Telekom Trier)                               | 14:10,72 min               |
| 10.000 m                                    | Sebastian Hallmann (LG Stadtwerke München)                                          | 29:24,13 min   | Raphael Schäfer (LC asics Rehlingen)                                                   | 29:25,82 min   | Stephan Hohl (TV Huchenfeld)                                                   | 29:43,82 min               |
| 10-km-Straßenlauf                           | Falk Cierpinski (SG Spergau)                                                        | 29:14 min00    | Steffen Uliczka (SG TSV Kronshagen/Kieler TB)                                          | 29:17 min00    | Alexander Lubina (TV Wattenscheid 01)                                          | 29:19 min00                |
| 10-km-Straßenlauf, Mannschaftswertung       | TV Wattenscheid 01Alexander Lubina Stefan Koch Manuel Meyer                         | 1:29:04 h0000  | SG SpergauFalk Cierpinski Benjamin Lindner Michael Müller                              | 1:31:46 h0000  | SC DHfK LeipzigJakob Stiller Sven Weyer Vincent Hoyer                          | 1:32:24 h0000              |
| Halbmarathon                                | Martin Beckmann (LG Leinfelden-Echterdingen)                                        | 1:06:08 h0000  | Florian Neuschwander (LG Stadtwerke München)                                           | 1:06:37 h0000  | Lennar Sponar (Berliner SV 1892)                                               | 1:06:41 h0000              |
| Halbmarathon, Mannschaftswertung            | LG Stadtwerke MünchenFlorian Neuschwander André Green Matthias Ewender              | 3:24:28 h0000  | LG PassauRichard Friedrich Christian Dirscherl Raphael Viellehner                      | 3:27:15 h0000  | TH Laufclub ErfurtChristian Seiler Markus Koch Arne Leipziger                  | 3:27:30 h0000              |
| Marathon                                    | Martin Beckmann (LG Leinfelden-Echterdingen)                                        | 2:18:28 h0000  | Dennis Pyka (LG Telis Finanz Regensburg)                                               | 2:22:01 h0000  | Tobias Sauter (TSV Eltingen/Leonberg)                                          | 2:22:41 h0000              |
| Marathon, Mannschaftswertung                | LG Stadtwerke MünchenFlorian Neuschwander André Green Norman Feiler                 | 7:28:37 h0000  | TSV Friedberg-FauerbachPhilipp Ratz Benedikt Heil Marco Diehl                          | 7:28:51 h0000  | LAV Asics TübingenMatthias Koch Christian Wolf Klaus Vetter                    | 7:55:44 h0000              |
| 100-km-Straßenlauf                          | Michael Sommer (Eichenkreuz Schwaikheim)                                            | 6:56:17 h0000  | Thomas König (SuL Lößnitz)                                                             | 7:02:46 h0000  | Helmut Dehaut (VT Zweibrücken)                                                 | 7:10:32 h0000              |
| 100-km-Straßenlauf, Mannschaftswertung      | TV Jahn KemptenMatthias Dippacher Thomas Miksch Gerald Blumrich                     | 23:54:03 h0000 | SG Neukirchen-HülchrathRalf Weis Stefan Weigelt Thomas Mirz                            | 25:00:03 h0000 | LTF MarpingenJörg Hooß Gernot Helferich Peter Wagner                           | 25:20:42 h0000             |
| 110 m Hürden (Wind: +0,2)                   | Thomas Blaschek (LAZ Leipzig)                                                       | 13,52 s00      | Alexander John (LAZ Leipzig)                                                           | 13,53 s00      | Willi Mathiszik (LAZ Leipzig)                                                  | 13,63 s00                  |
| 400 m Hürden                                | Lars Birger Hense (TSV Friedberg-Fauerbach)                                         | 50,81 s00      | Thomas Goller (TV Wattenscheid 01)                                                     | 51,64 s00      | Philipp Bastians (TV Wattenscheid 01)                                          | 51,79 s00                  |
| 3000 m Hindernis                            | Steffen Uliczka (SG TSV Kronshagen/Kieler TB)                                       | 8:46,69 min    | Norbert Löwa (LG Nord Berlin)                                                          | 8:52,39 min    | Martin Allgeyer (LSG Aalen)                                                    | 8:58,81 min                |
| 4 × 100 m Staffel                           | TV Wattenscheid 01Jan-Christopher Schulte Julian Reus Sebastian Ernst Ronny Ostwald | 39,22 s00      | TV GladbeckFlorian Lamers Matthias Bos Kevin Sellke Sebastian Fricke                   | 39,73 s00      | TSV Friedberg-FauerbachMichael Weber Till Helmke Nils Müller Sebastian Schäfer | 39,79 s00                  |
| 4 × 400 m Staffel                           | SCC BerlinSven Buggel Florian Seitz Frederic Zweigner Julian Kiwus                  | 3:11,15 min    | TSV Friedberg-FauerbachChristian Klein Florian Schwalm Sebastian Schäfer Michael Weber | 3:11,82 min    | VfL SindelfingenStefan Kinzy Hannes Scharpf Steffen Gann Manuel Ilg            | 3:14,10 min                |
| 3 × 1000-m-Staffel                          | LG Nord BerlinAlexander Hudak Franek Haschke Carsten Schlangen                      | 7:07,27 min    | TV Wattenscheid 01Christian Glatting Thorben Grothaus Christoph Lohse                  | 7:07,53 min    | TH Laufclub Erfurt 1Andreas Freimann Stefan Eberhardt Georg Eberhardt          | 7:11,37 min                |
| 10.000-m-Bahngehen                          | André Höhne (SCC Berlin)                                                            | 40:22,68 min   | Christopher Linke (SC Potsdam)                                                         | 43:36,80 min   | Jan Albrecht (Apoldaer LV 90)                                                  | 44:06,56 min               |
| 20-km-Gehen                                 | André Höhne (SCC Berlin)                                                            | 1:23:43 h0000  | Michael Schneider (LAC Quelle Fürth/München)                                           | 1:38:47 h0000  | Steffen Borsch (ASV 1902 Sangerhausen)                                         | 1:41:05 h0000              |
| 20-km-Gehen, Mannschaftswertung             | ASV 1902 SangerhausenSteffen Borsch Dick Gnauck Mario Kerber                        | 5:19:26 h0000  | LAC Quelle Fürth/MünchenMichael Schneider Denis Franke Alfons Schwarz                  | 5:22:48 h0000  | SV Einheit 1875 WorbisFrank Werner Andreas Franke Ronald Papst                 | 5:28:28 h0000              |
| 50-km-Gehen                                 | Christopher Linke (SC Potsdam)                                                      | 4:03:59 h0000  | Michael Schneider (LAC Quelle Fürth/München)                                           | 4:36:57 h0000  | Helmut Prieler (SpVgg Niederaichbach)                                          | 4:40:37 h0000              |
| Hochsprung                                  | Raúl Spank (Dresdner SC)                                                            | 2,23 m         | Matthias Haverney (SC Magdeburg)                                                       | 2,23 m         | Martin Günther (LG Eintracht Frankfurt)                                        | 2,23 m                     |
| Stabhochsprung                              | Tim Lobinger (LG Stadtwerke München)                                                | 5,75 m         | Danny Ecker (TSV Bayer 04 Leverkusen)                                                  | 5,75 m         | Raphael Holzdeppe (LAZ Zweibrücken)                                            | 5,75 m                     |
| Weitsprung                                  | Sebastian Bayer (TSV Bayer 04 Leverkusen)                                           | 8,15 m         | Nils Winter (Team Referenzn. Leverkusen)                                               | 8,08 m         | Peter Rapp (LAV Asics Tübingen)                                                | 7,87 m                     |
| Dreisprung                                  | Charles Friedek (Team Referenznetzwerk Leverkusen)                                  | 16,56 m        | Andreas Pohle (ASV Erfurt)                                                             | 16,50 m        | Daniel Kohle (LG Ratio Münster)                                                | 15,87 m                    |
| Kugelstoßen                                 | Ralf Bartels (SC Neubrandenburg)                                                    | 20,60 m        | Peter Sack (LAZ Leipzig)                                                               | 20,41 m        | Sven-Eric Hahn (VfL Sindelfingen)                                              | 19,55 m                    |
| Diskuswurf                                  | Robert Harting (SCC Berlin)                                                         | 66,26 m        | Michael Möllenbeck (TV Wattenscheid 01)                                                | 62,98 m        | Sascha Hördt (TSG Akus Weinheim)                                               | 59,66 m                    |
| Hammerwurf                                  | Markus Esser (TSV Bayer 04 Leverkusen)                                              | 76,75 m        | Jens Rautenkranz (USC Mainz)                                                           | 73,22 m        | Karsten Kobs (ASC Dortmund)                                                    | 72,73 m                    |
| Speerwurf                                   | Tino Häber (LAZ Leipzig)                                                            | 80,15 m        | Peter Esenwein (LAZ Salamander Kornwestheim-Ludwigsburg)                               | 77,22 m        | Manuel Nau (SCC Berlin)                                                        | 75,32 m                    |
| Zehnkampf                                   | Norman Müller (Hallesche Leichtathletik-Freunde)                                    | 7720 P         | Nicolai Peselmann (TV Wattenscheid 01)                                                 | 7428 P         | Steffen Willwacher (LG ASV/DSHS Köln)                                          | 7172 P                     |
| Zehnkampf, Mannschaftswertung               | TV Wattenscheid 01Nicolai Peselmann Dominique Eleyth Philipp Meyer                  | 20.265 P       | asics Team WendelsteinNiklaus Roscheck Tom Bechert Christoph Roscheck                  | 20.059 P       | nur 2 Teams in der Wertung                                                     | nur 2 Teams in der Wertung |
| Crosslauf Mittelstrecke – 3,6 km            | Franek Haschke (LG Nord Berlin)                                                     | 10:45 min00    | Christoph Jäckel (TSV Gräfelfing)                                                      | 10:46 min00    | Christophe Chayriguet (LG Olympia Dortmund)                                    | 10:47 min00                |
| Crosslauf Mittelstrecke, Mannschaftswertung | LG Nord BerlinFranek Haschke Norbert Löwa Kai-Markus Kirchner                       | 32:52 min00    | SG WendenSimon Huckestein Niklas Bühner Alexander Brushinski                           | 33:17 min00    | LG Badenova NordschwarzwaldChristian Lenk Tobias Giering Markus Giering        | 33:19 min00                |
| Crosslauf Langstrecke – 9,9 km              | Stephan Hohl (TV Huchenfeld)                                                        | 29:41 min00    | Sebastian Hallmann (LG Stadtwerke München)                                             | 29:59 min00    | Falk Cierpinski (SG Spergau)                                                   | 30:09 min00                |
| Crosslauf Langstrecke, Mannschaftswertung   | LG Stadtwerke MünchenSebastian Hallmann Florian Neuschwander Matthias Ewender       | 1:32:08 h0000  | LG PassauStefan Paternoster Richard Friedrich Stefan Hohberger                         | 1:33:06 h0000  | TV Wattenscheid 01Alexander Lubina Christian Glatting Hendrik Bollmann         | 1:33:08 h0000              |
| Berglauf – 11 km                            | Timo Zeiler (TSV Trochtelfingen)                                                    | 1:00:11 h0000  | Markus Jenne (USC Freiburg)                                                            | 1:01:53 h0000  | Josef Beha (FC Alemannia Unterkirnach)                                         | 1:01:53 h0000              |
| Berglauf, Mannschaftswertung                | SVO GermaringenMartin Echtler Thomas Bauer Helmut Strobl                            | 3:19:43 h0000  | LLC Marathon RegensburgRalf Preißl Marco Benz Marco Sturm                              | 3:26:52 h0000  | LG BrandenkopfUlrich Benz Joachim Benz Marco Utz                               | 3:27:10 h0000              |

## Medaillengewinner Frauen
| Disziplin                              | Gold                                                                                  | Leistung              | Silber                                                                         | Leistung              | Bronze                                                                          | Leistung                             |
| -------------------------------------- | ------------------------------------------------------------------------------------- | --------------------- | ------------------------------------------------------------------------------ | --------------------- | ------------------------------------------------------------------------------- | ------------------------------------ |
| 100 m (Wind: −0,8)                     | Verena Sailer (LAC Quelle Fürth/München)                                              | 11,28 s00             | Cathleen Tschirch (LG Weserbergland)                                           | 11,45 s00             | Anne Möllinger (MTG Mannheim)                                                   | 11,48 s00                            |
| 200 m (Wind: ±0,0)                     | Mareike Peters (TSV Bayer 04 Leverkusen)                                              | 23,62 s00             | Karoline Köhler (TV Wattenscheid 01)                                           | 23,72 s00             | Anja Wackershauser (VfL Kirchheim/Teck)                                         | 23,75 s00                            |
| 400 m                                  | Claudia Hoffmann (SC Potsdam)                                                         | 52,12 s00             | Florence Ekpo-Umoh (Erfurter LAC)                                              | 52,32 s00             | Sorina Nwachukwu (TSV Bayer 04 Leverkusen)                                      | 52,64 s00                            |
| 800 m                                  | Jana Hartmann (LG Olympia Dortmund)                                                   | Zeitnahme ausgefallen | Monika Gradzki (TV Wattenscheid 01)                                            | Zeitnahme ausgefallen | Annett Horna (TSV Bayer 04 Leverkusen)                                          | Zeitnahme ausgefallen                |
| 1500 m                                 | Denise Krebs (TV Wattenscheid 01)                                                     | 4:22,23 min           | Katrin Trauth (SC Potsdam)                                                     | 4:22,46 min           | Agata Strausa (SC Potsdam)                                                      | 4:24,73 min                          |
| 5000 m                                 | Sabrina Mockenhaupt (Kölner Verein für Marathon)                                      | 15:38,33 min          | Ingalena Heuck (LG Stadtwerke München)                                         | 16:35,93 min          | Birte Bultmann (TV Wattenscheid 01)                                             | 16:37,77 min                         |
| 10.000 m                               | Irina Mikitenko (TV Wattenscheid 01)                                                  | 31:57,71 min          | Simret Restle (LG Eintracht Frankfurt)                                         | 33:30,31 min          | Ingalena Heuck (LG Stadtwerke München)                                          | 34:43,07 min                         |
| 10-km-Straßenlauf                      | Irina Mikitenko (TV Wattenscheid 01)                                                  | 30:57 min00           | Sabrina Mockenhaupt (Kölner Verein für Marathon)                               | 31:50 min00           | Susanne Hahn (SV Schlau.com Saar 05 Saarbrücken)                                | 32:53 min00                          |
| 10-km-Straßenlauf, Mannschaftswertung  | TV Wattenscheid 01Irina Mikitenko Birte Bultmann Janina Goldfuß                       | 1:43:14 h0000         | SV Schlau.com Saar 05 SaarbrückenSusanne Hahn Kerstin Alaimo Sandra Altmeyer   | 1:48:09 h0000         | LAV Asics TübingenMira Glocker Sabine Österle Frankziska Pfeifer                | 1:48:42 h0000                        |
| Halbmarathon                           | Susanne Hahn (SV Schlau.com Saar 05 Saarbrücken)                                      | 1:13:04 h0000         | Julia Viellehner (LG Passau)                                                   | 1:14:03 h0000         | Anke Tiedemann (SG TSV Kronshagen/Kieler TB)                                    | 1:16:41 h0000                        |
| Halbmarathon, Mannschaftswertung       | LG Telis Finanz RegensburgVeronika Ulrich Melanie Hohenester Monika Hirt              | 3:55:48 h0000         | SV Schlau.com Saar 05 SaarbrückenSusanne Hahn Marion Jakobs Ulrike Hille       | 4:02:40 h0000         | SG TSV Kronshagen/Kieler TBAnke Tiedemann Verena Becker Christine Dörscher      | 4:16:09 h0000                        |
| Marathon                               | Susanne Hahn (SV Schlau.com Saar 05 Saarbrücken)                                      | 2:29:33 h0000         | Birgitt Bohn (Spiridon Frankfurt)                                              | 2:43:06 h0000         | Bernadette Pichlmaier (LAG Mittlere Isar)                                       | 2:55:11 h0000                        |
| Marathon, Mannschaftswertung           | SV Schlau.com Saar 05 SaarbrückenSusanne Hahn Susanne Trenz Ulrike Hille              | 8:55:53 h0000         | LC Solbad RavensbergVictoria Willcox-Heidner Ilona Pfeiffer Antje Strothmann   | 8:56:59 h0000         | Spiridon FrankfurtBirgitt Bohn Viera Böhler Nicole Bornhütter                   | 9:03:43 h0000                        |
| 100-km-Straßenlauf                     | Branka Hajek (LAZ Salamander Kornwestheim-Ludwigsburg)                                | 8:10:38 h0000         | Dorothea Frey (Eichenkreuz Schwaikheim)                                        | 8:16:36 h0000         | Barbara Mallmann (LG Ahlen)                                                     | 8:27:18 h0000                        |
| 100-km-Straßenlauf, Mannschaftswertung | TV Jahn KemptenAntje Schuhaj Barbara Guranti Simone Philipp                           | 27:57:04 h0000        | nur 1 Mannschaft                                                               | nur 1 Mannschaft      | in der Wertung                                                                  | in der Wertung                       |
| 100 m Hürden (Wind: ±0,0)              | Carolin Nytra (Bremer LT)                                                             | 12,87 s00             | Nadine Hildebrand (LAZ Salamand. Kornwestheim-Ludwigsb.)                       | 13,08 s00             | Anne-Kathrin Elbe (TSV Bayer 04 Leverkusen)                                     | 13,12 s00                            |
| 400 m Hürden                           | Jonna Tilgner (Bremer LT)                                                             | 55,73 s00             | Tina Kron (SV Schlau.com Saar 05 Saarbrücken)                                  | 57,11 s00             | Claudia Wehrsen (TSV Bayer 04 Leverkusen)                                       | 58,00 s00                            |
| 3000 m Hindernis                       | Antje Möldner (SC Potsdam)                                                            | 9:50,05 min           | Julia Hiller (LAC Quelle Fürth/München)                                        | 10:07,65 min          | Verena Dreier (LG Sieg)                                                         | 10:12,52 min                         |
| 4 × 100 m Staffel                      | LG WeserberglandNina Giebel Cathleen Tschirch Jala Gangnus Nicole Marahrens           | 44,28 s00             | TV Wattenscheid 01Karoline Köhler Katja Wakan Esther Cremer Sosthene Moguenara | 44,63 s00             | LAC Quelle Fürth/MünchenAnja Wurm Verena Sailer Martha Koj Ecaterina Slizevschi | 44,65 s00                            |
| 4 × 400 m Staffel                      | TSV Bayer 04 LeverkusenCaroline Dieckhöner Maren Schott Annett Horna Sorina Nwachukwu | 3:40,94 min           | USC MainzStefanie Gubitz Jessica Hochhaus Gloria Metzler Maral Feizbakhsh      | 3:40,03 min           | LG Rhein-WiedRebekka Kramer Annika Schmitt Sylvia Semkowicz Clara Küpper        | 3:44,26 min                          |
| 3 × 800-m-Staffel                      | TSV Bayer 04 LeverkusenSaskia Janssen Kerstin Marxen Annett Horna                     | 6:26,19 min           | TV Wattenscheid 01Birte Bultmann Janina Goldfuß Denise Krebs                   | 6:29,66 min           | LG KarlsruheLiesa Katharina Hoppe Cornelia Moll Carolin Walter                  | 6:29,97 min                          |
| 5000-m-Bahngehen                       | Melanie Seeger (SC Potsdam)                                                           | 21:22,70 min          | Sabine Zimmer (TV Wattenscheid 01)                                             | 21:34,63 min          | Christin Elß (SC Potsdam)                                                       | 24:08,53 min                         |
| 20-km-Gehen                            | Sabine Zimmer (TV Wattenscheid 01)                                                    | 1:31:38 h0000         | Melanie Seeger (SC Potsdam)                                                    | 1:31:57 h0000         | Maja Landmann (LC Rothaus Breisgau)                                             | 1:50,50 h0000                        |
| 20-km-Gehen, Mannschaftswertung        | LG Süd BerlinKaren Böhme Yvonne Markgraf Claudia Otte                                 | 6:32:38 h0000         | TV BiberachSilvia Wälde Claudia Moser Marita Echle                             | 6:35:58 h0000         | nur zwei Mannschaften in der Wertung                                            | nur zwei Mannschaften in der Wertung |
| Hochsprung                             | Ariane Friedrich (LG Eintracht Frankfurt)                                             | 2,00 m                | Annett Engel (SC Potsdam)                                                      | 1,87 m                | Meike Kröger (LG Nord Berlin)                                                   | 1,87 m                               |
| Stabhochsprung                         | Carolin Hingst (USC Mainz)                                                            | 4,55 m                | Anastasija Reiberger geb. Ryzih (ABC Ludwigshafen)                             | 4,50 m                | Silke Spiegelburg (TSV Bayer 04 Leverkusen)                                     | 4,50 m                               |
| Weitsprung                             | Sophie Krauel (TuS Jena)                                                              | 6,40 m                | Kathrin van Bühren (Kevelaerer SV)                                             | 6,30 m                | Angela Dies (TSV Bayer 04 Leverkusen)                                           | 6,28 m                               |
| Dreisprung                             | Katja Demut (TuS Jena)                                                                | 13,87 m               | Katharina Schreck (Turnerschaft Herzogenaurach)                                | 13,67 m               | Ekaterina Menne (LC Paderborn)                                                  | 13,28 m                              |
| Kugelstoßen                            | Nadine Kleinert (SC Magdeburg)                                                        | 19,67 m               | Christina Schwanitz (SV Neckarsulm)                                            | 19,03 m               | Denise Hinrichs (TV Wattenscheid 01)                                            | 18,60 m                              |
| Diskuswurf                             | Sabine Rumpf (LSG Goldener Grund)                                                     | 57,50 m               | Nadine Müller (Hallesche Leichtathletik-Freunde)                               | 57,43 m               | Ulrike Giesa (LAC Quelle Fürth/München)                                         | 55,59 m                              |
| Hammerwurf                             | Betty Heidler (LG Eintracht Frankfurt)                                                | 68,64 m               | Andrea Bunjes (LG Eintracht Frankfurt)                                         | 64,00 m               | Simone Mathes (LAZ Puma Troisdorf/Siegburg)                                     | 63,85 m                              |
| Speerwurf                              | Christina Obergföll (LG Offenburg)                                                    | 62,18 m               | Steffi Nerius (TSV Bayer 04 Leverkusen)                                        | 61,91 m               | Linda Stahl (TSV Bayer 04 Leverkusen)                                           | 60,18 m                              |
| Siebenkampf                            | Maike Goldkuhle (LG ASV/DSHS Köln)                                                    | 5630 P                | Katja Keller (LG Nike Berlin)                                                  | 5471 P                | Annelie Schrader (MTV Ingolstadt)                                               | 5380 P                               |
| Siebenkampf, Mannschaftswertung        | LG ASV/DSHS KölnMaike Goldkuhle Christina Hunneshagen Kerstin Heinen                  | 15.036 P              | LG Eintracht FrankfurtXenia Atschkinadze Nicola Herrlitz Silke Bachmann        | 14.217 P              | TSV Bayer 04 LeverkusenIris Gehrke Frauke Borscheid Marita Segin                | 13.017 P                             |
| Crosslauf – 4,9 km                     | Sabrina Mockenhaupt (Kölner Verein für Marathon)                                      | 15:59 min00           | Susanne Hahn (SV Schlau.com Saar 05 Saarbrücken)                               | 16:10 min00           | Julia Viellehner (LG Passau)                                                    | 16:15 min00                          |
| Crosslauf, Mannschaftswertung          | 1. LAV RostockUlrike Maisch Christiane Pilz Katharina Splinter                        | 51:29 min00           | LG Telis Finanz RegensburgVeronika Ulrich Susi Lutz Christiane Danner          | 52:47 min00           | TSG HeilbronnCorinna Nuber Kristina Schadt Manuela Molz                         | 54:03 min00                          |
| Berglauf – 11 km                       | Marie-Luise Heilig-Duventäster (LG Welfen)                                            | 1:15:28 h0000         | Veronika Ulrich (LG Telis Finanz Regensburg)                                   | 1:15:34 h0000         | Lisa Reisinger (SSC Hanau-Rodenbach)                                            | 1:17:31 h0000                        |
| Berglauf, Mannschaftswertung           | SSC Hanau-RodenbachLisa Reisinger Kerstin Straub Anine Hell                           | 3:58:07 h0000         | LG Telis Finanz RegensburgVeronika Ulrich Ellen Clemens Monika Hirt            | 3:59:25 h0000         | ASC Rosellen/NeussStefanie Buss Angela Müller Tanja Wimmer                      | 4:15:36 h0000                        |

## Videolinks
- 100m Finale (Frauen) Deutsche Meisterschaften Nürnberg 2008, youtube.com, abgerufen am 18. April 2021
- 200m Damen Finale Deutsche Meisterschaften Nürnberg 2008, youtube.com, abgerufen am 18. April 2021